# Вучик, Вукан
Вукан Вучик (англ. Vukan R. Vuchic, серб. Vukan Vučić, Вукан Вучић; род. 14 января 1935 года, Белград, Сербия) — американский урбанист, профессор Пенсильванского университета.

## Биография
В 1960 году защитил диплом по организации уличного движения и транспортных систем в Белградском университете. В 1965—1966 гг. получил степень магистра и доктора технических наук (гражданское строительство и транспортные системы) в Калифорнийском университете в Беркли.
Эмигрировал в США в 1961 году. Получил гражданство в 1968 году.
Увлекается музыкой, альпинизмом, плаванием и настольным теннисом. Владеет тремя языками: сербско-хорватским, английским и немецким. Бегло говорит на русском, французском и испанском.
Женат на Радмиле Вучик. Имеет четырёх детей: Монику, Бориса, Лили и Виктора.

## Академическая деятельность
- 1967 — доцент Пенсильванского университета
- 1970 — Белградский университет
- 1970 — адъюнкт-профессор Пенсильванского университета
- 1975 — профессор Пенсильванского университета
- 1988 и 1990 — Университет Лиссабона
- 1998 — Университет Сан-Паулу
- 2004 — Наньянский технологический университет, Сингапур

Почётный профессор гражданского строительства, Стелленбошский университет, ЮАР (7 визитов: 1981—1983, 1993, 2001, 2003 и 2006).
В Пенсильванском университете учреждена стипендия в честь заслуг Вукана Вучика.
Имеет ряд публикаций в научных журналах, состоит в редколлегии журнала «Journal of Applied Engineering Science». Является участником крупных международных конференций по транспорту.

## Профессиональный опыт
С 1960 по 1961 годы работал инженером-проектировщиком в Гамбургской организации Hamburger Hochbahn AG. Затем перешёл в Wilbur Smith Associates (Нью-Хейвен) на должность главного инженера. С 1964 года занимался проектированием дорог и систем организации движения в Филадельфии и ряде других городов.
В 1975—1977 годах работал в Министерстве транспорта США. В 1980 году в составе экспертного комитета разработал рекомендации по прокладке линий скоростного трамвая в Эдмонтоне. С 1988 по 1990 годы занимался модернизацией Диспетчерского центра в транспортном агентстве Нью-Йорка. С 1991 года консультирует генерального директора Вашингтонской системы скоростных поездов.
В 1995 году был приглашён в Перт для выбора концепции развития транспорта в городе. В результате его рекомендаций в городе была построена система скоростного трамвая. В следующем году стал членом римского экспертного комитета, определявшего целесообразность развития городского метрополитена или монорельса. Выбор был сделан в пользу метро. В 1996 году был приглашён сравнить технологию Маглев и обычную скоростную железную дорогу для линии Вашингтон — Балтимор. Пришёл к выводу о нецелесообразности Маглева.
С 1998 по 2002 годы работал в транспортном агентстве Вашингтона. С 1998 года консультирует мэра Белграда о строительстве метрополитена и его интеграции с существующей сетью троллейбусов, автобусов, трамваев и железных дорог. В 2000—2005 годах консультировал метрополитен Вашингтона. В 2009 году сделал анализ системы метрополитена Пекина. В 2012 году приглашён в Москву в качестве члена жюри по проектам развития новой Москвы.
Был приглашён фондом «Городские проекты» для оценки проекта Северо-Западной хорды и реконструкции Ленинского проспекта в Москве (2013), транспорта в Омске (2014).
Занимался различными проектами в сфере транспортного планирования как независимый эксперт и консультант в мэриях Белграда, Каракаса, Эдмонтона, Лимы, Манчестера, Мехико, Неаполя, Нью-Йорка, Перта, Финикса, Рима и Торонто.

## Награды и звания
- 1982 — первый человек, награждённый медалью доктора Фридриха Ленера[нем.], которая вручается людям, посвятившим свою жизнь развитию систем городского общественного транспорта и преуспевшим в этом[1].
- 1987 — старший приглашённый научный сотрудник NATO-CNR, Университет Рима.
- 1989 — старший приглашённый научный сотрудник NATO-CNR, Университет Салерно[англ.].
- 1990 — профессор организации уличного движения (UPS Foundation) Пенсильванского университета.
- 1994 — иностранный член Сербской академии наук и искусств, Белград, Сербия[19].
- 2006 — иностранный член Российской академии архитектуры и строительных наук[20].
- 2007 — награда Вилбура С. Смита за выдающиеся преподавательские достижения в сфере транспорта[21].
- 2011 — почетная награда французской Консерватории искусств и ремёсел[22].

## Комментарии
1. ↑  Согласно сербско-русской практической транскрипции — Вукан Вучич